# Diocesi di Varanasi
La diocesi di Varanasi (in latino Dioecesis Varanasiensis) è una sede della Chiesa cattolica in India suffraganea dell'arcidiocesi di Agra. Nel 2022 contava 21.132 battezzati su 25.381.937 abitanti. È retta dal vescovo Eugene Joseph.

## Territorio
La diocesi comprende le divisioni di Varanasi e Azamgarh e il distretto di Bhadohi nella parte orientale dello stato dell'Uttar Pradesh in India.
Sede vescovile è la città di Varanasi, dove si trova la cattedrale di Santa Maria.
Il territorio è suddiviso in 45 parrocchie.

## Storia
La prefettura apostolica di Gorakhpur fu eretta l'11 luglio 1946 con la bolla Ad expeditiorem di papa Pio XII, ricavandone il territorio dalla diocesi di Allahabad.
Il 9 gennaio 1947 cedette il distretto di Mirzapur alla diocesi di Allahabad.
Il 17 settembre 1958 assunse il nome di prefettura apostolica di Benares-Gorakhpur, in seguito al trasferimento della sede del prefetto da Gorakhpur a Benares, antico nome della città di Varanasi.
Il 5 giugno 1970 in forza della bolla Quae universo di papa Paolo VI la prefettura apostolica fu elevata a diocesi e assunse il nome di diocesi di Banaras, modificato in quello attuale il 14 maggio 1971.
A partire dal 1970, la parte settentrionale della diocesi fu affidata alle cure pastorali dei missionari della Congregazione di Santa Teresa del Bambin Gesù, di rito siro-malabarese; nel 1976 il vescovo Patrick Paul D'Souza ritirò da questi territori tutti i sacerdoti diocesani.
Il 19 giugno 1984 ha ceduto una porzione del suo territorio a vantaggio dell'erezione dell'eparchia di Gorakhpur.

## Cronotassi dei vescovi
Si omettono i periodi di sede vacante non superiori ai 2 anni o non storicamente accertati.
- Jérôme (Joseph Emil) Malenfant, O.F.M.Cap. † (6 giugno 1947 - 1970 dimesso)
- Patrick Paul D'Souza † (5 giugno 1970 - 24 febbraio 2007 ritirato)
- Raphy Manjaly (24 febbraio 2007 - 17 ottobre 2013 nominato vescovo di Allahabad)
- Eugene Joseph, dal 30 maggio 2015

## Statistiche
La diocesi nel 2022 su una popolazione di 25.381.937 persone contava 21.132 battezzati, corrispondenti allo 0,1% del totale.
| anno | popolazione | popolazione | popolazione | presbiteri | presbiteri | presbiteri | presbiteri                | diaconi | religiosi | religiosi | parrocchie |
| anno | battezzati  | totale      | %           | numero     | secolari   | regolari   | battezzati per presbitero | diaconi | uomini    | donne     | parrocchie |
| ---- | ----------- | ----------- | ----------- | ---------- | ---------- | ---------- | ------------------------- | ------- | --------- | --------- | ---------- |
| 1950 | 4.451       | 12.100.000  | 0,0         | 23         | 7          | 16         | 193                       |         | 24        | 30        | 9          |
| 1970 | 8.783       | 19.000.000  | 0,0         | 53         | 30         | 23         | 165                       |         | 39        | 84        |            |
| 1980 | 10.862      | 22.888.800  | 0,0         | 63         | 30         | 33         | 172                       |         | 75        | 284       |            |
| 1990 | 11.962      | 13.914.932  | 0,1         | 84         | 50         | 34         | 142                       |         | 101       | 341       | 32         |
| 1999 | 14.427      | 17.353.775  | 0,1         | 109        | 66         | 43         | 132                       |         | 84        | 399       | 34         |
| 2000 | 14.304      | 17.353.775  | 0,1         | 108        | 62         | 46         | 132                       |         | 84        | 388       | 35         |
| 2001 | 14.978      | 17.353.775  | 0,1         | 106        | 65         | 41         | 141                       |         | 92        | 382       | 35         |
| 2002 | 15.101      | 18.628.614  | 0,1         | 122        | 69         | 53         | 123                       |         | 110       | 429       | 36         |
| 2003 | 15.659      | 21.626.916  | 0,1         | 124        | 69         | 55         | 126                       |         | 125       | 451       | 36         |
| 2004 | 16.169      | 18.650.517  | 0,1         | 124        | 73         | 51         | 130                       |         | 147       | 464       | 36         |
| 2010 | 18.259      | 20.328.000  | 0,1         | 151        | 101        | 50         | 120                       |         | 116       | 457       | 43         |
| 2014 | 18.390      | 26.185.330  | 0,1         | 160        | 108        | 52         | 114                       |         | 145       | 454       | 44         |
| 2017 | 19.739      | 27.218.980  | 0,1         | 158        | 101        | 57         | 124                       |         | 170       | 477       | 44         |
| 2020 | 21.390      | 25.659.300  | 0,1         | 173        | 109        | 64         | 123                       |         | 89        | 451       | 45         |
| 2022 | 21.132      | 25.381.937  | 0,1         | 157        | 99         | 58         | 134                       |         | 74        | 462       | 45         |